# جلوبال فويسز
جلوبال فويسز أو الأصوات العالمية (بالإنجليزية: Global Voices)‏ هي شبكة عالمية من المدوّنيين والصحفيين المواطنين الذين يتابعون ويبلّغون ويلخّصون ويترجمون ما يحدث في فضاء المدوّنات في كل رقعة من العالم.

## تاريخ الموقع
تأسست جلوبال فويسز في ديسمبر / كانون الأول من العام 2004 على يد الرئيسة السابقة لمكتب سي إن إن في الصين واليابان ريبيكا ماكينون، يدًا بيد مع التقني والخبير في الشئون الأفريقية إيثان زكرمان عندما كانوا زملاء في مركز بركمان للإنترنت والمجتمع في جامعة هارفارد.

## الأهداف الرئيسية
في وقت كانت فيه وسائل الإعلام الدولية المتحدثة باللغة الإنجليزية تتجاهل الكثير من الأمور المهمة بالنسبة لكثير من سكان العالم، صوبت جلوبال فويسز نظرها نحو تعويض هذا التجاهل عن طريق دعم القوة التي تحظى بها الصحافة الشعبية.
حددت المنظمة أهدافها كالتالي:
- لفت الانتباه إلى المناقشات الأكثر أهمية التي تتميز بوجود أكثر من زاوية ووجهة نظر التي تحدث في مجال الصحافة الشعبية، وفي نفس الوقت واضعة الروابط إلى الكلام والصور والمقاطع الصوتية والفيديو والأنواع الأخرى من الصحافة الشعبية على الأرض.
- تسهيل تطوير أدوات صحافة شعبية جديدة عبر التدريب وكتابة الأدلة الإلكترونية ونشر وتسويق الأدوات المفتوحة المصدر والأدوات المجانية التي يمكن أن يستخدمها الناس بأمان حول العالم للتعبير عن أنفسهم.
- الدفاع عن حرية التعبير في العالم كله وإلى حماية حقوق رواد الصحافة الشعبية لنشر الأحداث والآراء بدون الخوف من الحجب أو المحاكمة.

## مشاريع

### مشروع لينجوا[6]
تترجم جلوبال فويسز إلى أكثر من 40 لغة على يد مجموعة من المترجمين المتطوعين القائمين على هذا المشروع.

### دفاع جلوبال فويسز[7]
يهدف لمساعدة الذين يعبرون عن أنفسهم في الأماكن المعرضة لحجب المعلومات، والذين يتعرضون لانتهاكات وتحرشات نتيجة لنشاطهم الرقمي.

### رايزنج فويسز[8]
يهدف المشروع إلى مساعدة المجتمعات الهامشية على استخدام الصحافة الشعبية لإيصال صوتهم، مع التركيز على العالم النامي.

## وصلات خارجية
- الموقع الرسمي